# Martina Topley-Bird
Martina Gillian Topley-Bird (St Pancras, 7 maggio 1975) è una cantautrice e pianista britannica.
È nota per aver cantato per il musicista inglese Tricky nel suo album d'esordio Maxinquaye (un errore di stampa le ha accreditato il nome "Martine").
La Topley-Bird si è messa in luce grazie anche ad altre importanti collaborazioni con artisti come Gorillaz, Roots Manuva, Primus, Massive Attack e Queens of the Stone Age.

## Discografia

### Album
- 2003 - Quixotic (Independiente)
- 2008 - The Blue God (Independiente)
- 2010 - Some Place Simple (Ipecac Recordings)
- 2021 - Forever I Wait

### Singoli
- 2003 - Need One
- 2003 - Anything
- 2003 - I Still Feel
- 2004 - Soul Food
- 2008 - Carnies
- 2008 - Poison
- 2008 - Baby Blue